# Nuevo San Gregorio, Frontera Comalapa
Nuevo San Gregorio är en ort i Mexiko.   Den ligger i kommunen Frontera Comalapa och delstaten Chiapas, i den sydöstra delen av landet, 900 km sydost om huvudstaden Mexico City. Nuevo San Gregorio ligger 586 meter över havet och antalet invånare är 530.
Terrängen runt Nuevo San Gregorio är platt åt sydväst, men åt nordost är den kuperad. Runt Nuevo San Gregorio är det ganska tätbefolkat, med 83 invånare per kvadratkilometer. Närmaste större samhälle är Doctor Rodulfo Figueroa, 8,4 km väster om Nuevo San Gregorio. Omgivningarna runt Nuevo San Gregorio är en mosaik av jordbruksmark och naturlig växtlighet.